# Mataró
Mataró is een gemeente in de Spaanse regio Catalonië, in de comarca Maresme van de provincie Barcelona. De plaats ligt aan de kust, ongeveer 30 km ten noordoosten van de stad Barcelona. Mataró telt 125.517 inwoners (1 januari 2016).
Afkomstig uit een kapel in Mataró is het oudstbekende Europese scheepsmodel, dat daarom het Mataró scheepsmodel wordt genoemd. Dit model van een 14e-eeuwse vrachtvaarder met de capaciteit van 1 ton, is in het bezit van het Maritiem Museum Rotterdam.

## Demografische ontwikkeling
Bron: INE; 1857-2011: volkstellingen
Opm: Bevolkingscijfers in duizendtallen

## Bekende inwoners van Mataró

### Geboren
- Josep Puig i Cadafalch (1867-1956), architect van het Catalaans modernisme
- Josep Riera i Porta (1941), vakbondsleider, stichter van de Unió de Pagesos
- Peret (1935-2014), zanger
- Edgard Gunzig (1938), Belgisch kosmoloog
- Silvia Abril (1971), actrice
- Nacho Vidal (1973), pornoacteur en -regisseur
- Sergio Sánchez Ortega (1986), voetballer
- Marta Torrejón (1990), voetbalster
- Bambo Diaby (1997), voetballer
- Dani Morer (1998), voetballer
- Carles Aleñá (1998), voetballer